# Municipio de Concord (condado de Pemiscot)
El municipio de Concord (en inglés: Concord Township) es un municipio ubicado en el condado de Pemiscot en el estado estadounidense de Misuri. En el año 2010 tenía una población de 243 habitantes y una densidad poblacional de 1,55 personas por km².

## Geografía
El municipio de Concord se encuentra ubicado en las coordenadas 36°17′19″N 89°40′30″O / 36.28861, -89.67500. Según la Oficina del Censo de los Estados Unidos, el municipio tiene una superficie total de 157.04 km², de la cual 141,16 km² corresponden a tierra firme y (10,11 %) 15,88 km² es agua.

## Demografía
Según el censo de 2010, había 243 personas residiendo en el municipio de Concord. La densidad de población era de 1,55 hab./km². De los 243 habitantes, el municipio de Concord estaba compuesto por el 97,94 % blancos, el 1,23 % eran afroamericanos, el 0,41 % eran amerindios, el 0,41 % eran asiáticos. Del total de la población el 0 % eran hispanos o latinos de cualquier raza.